# Masayuki Iwamoto
| 4835 Asaeus    | 29 gennaio 1989  |
| 5399 Awa       | 29 gennaio 1989  |
| 5581 Mitsuko   | 10 febbraio 1989 |
| 6383 Tokushima | 12 dicembre 1988 |
| 9943 Bizan     | 29 ottobre 1989  |
| 27714 Dochu    | 29 gennaio 1989  |

Masayuki Iwamoto (岩本雅之; 1954) è un astronomo giapponese.
Il Minor Planet Center gli accredita le scoperte di sei asteroidi, effettuate tra il 1988 e il 1989, tutte in collaborazione con Toshimasa Furuta.
Ha inoltre scoperto quattro comete: C/2013 E2 Iwamoto, C/2018 V1 Machholz-Fujikawa-Iwamoto, C/2018 Y1 Iwamoto e C/2020 A2 Iwamoto.
Fa parte della Variable Star Observers League in Japan, le sue osservazioni sono contrassegnate col codice Imm.

## Riconoscimenti
Ad Iwamoto, assieme ad altri astrofili sono stati assegnati gli Edgar Wilson Award per gli anni 2013 , 2019 e 2020 .
Nel 1996 gli è stato dedicato l'asteroide 4951 Iwamoto.